# Stary Dom Zdrojowy w Krynicy-Zdroju
Stary Dom Zdrojowy – okazała budowla wybudowana w stylu neorenesansu przypominająca pałac o bogatym wystroju architektonicznym, zlokalizowana przy Alei Leona Nowotarskiego 2 w Krynicy-Zdroju. Budynek zwany był dawniej Dworcem Zdrojowym, a zaprojektowali go w 1889 roku dwaj architekci Julian Niedzielski i Jan Zawiejski.
Jest on umiejscowiony przy „Deptaku Krynickim” naprzeciwko Muszli Koncertowej i pijalni głównej oraz 800 m od dworca PKP i PKS. Tyły Starego Domu Zdrojowego wychodzą na tzw. „Bulwary Dietla” nad Kryniczanką.
Obiekt ten posiada salę balową, w której odbywały się bale i rauty. Często były przygotowywane na cześć przebywających w Krynicy najważniejszych gości m.in. marszałka Józefa Piłsudskiego, co zostało upamiętnione na frontonie obiektu tablicą pamiątkową.

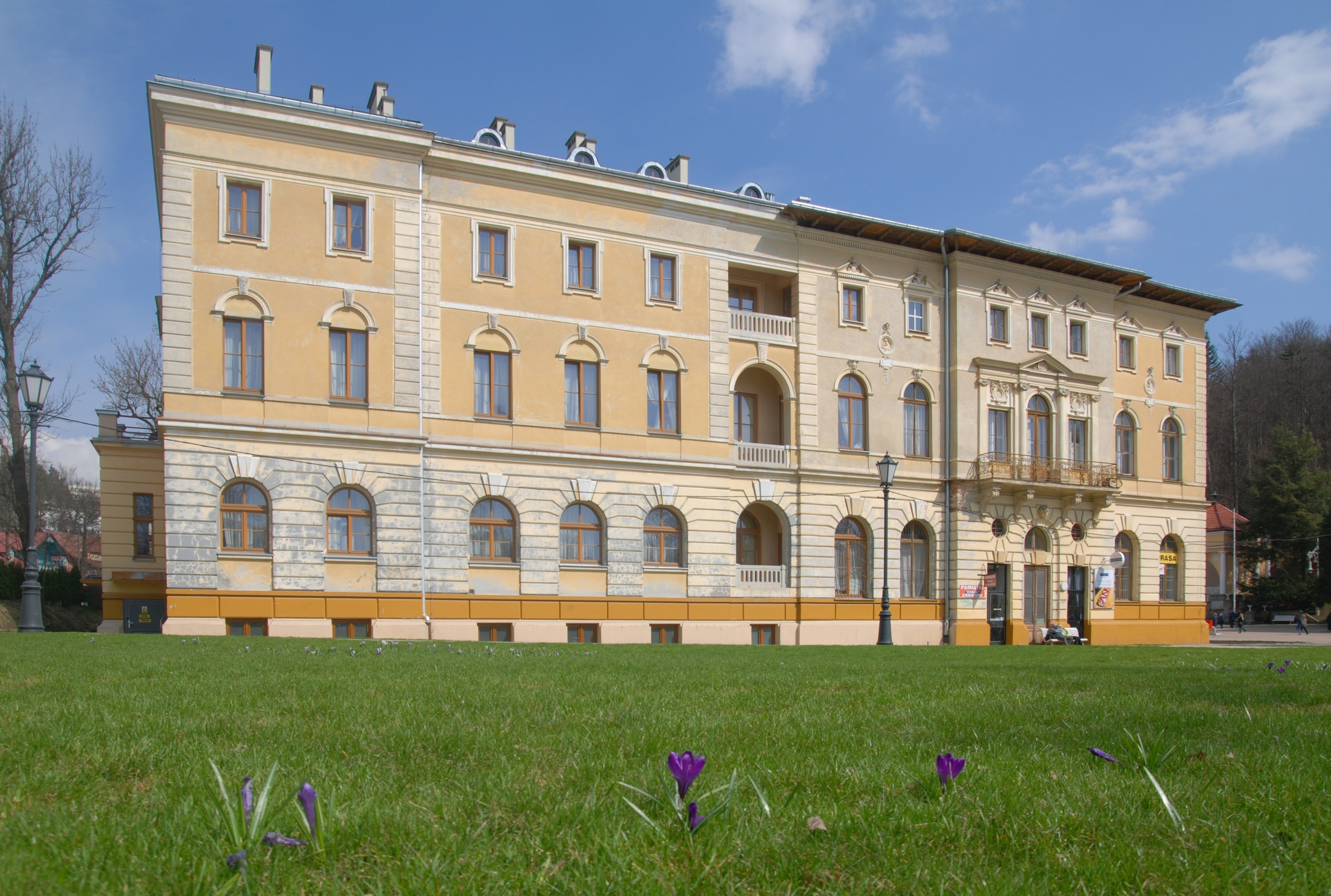
Elewacja południowa
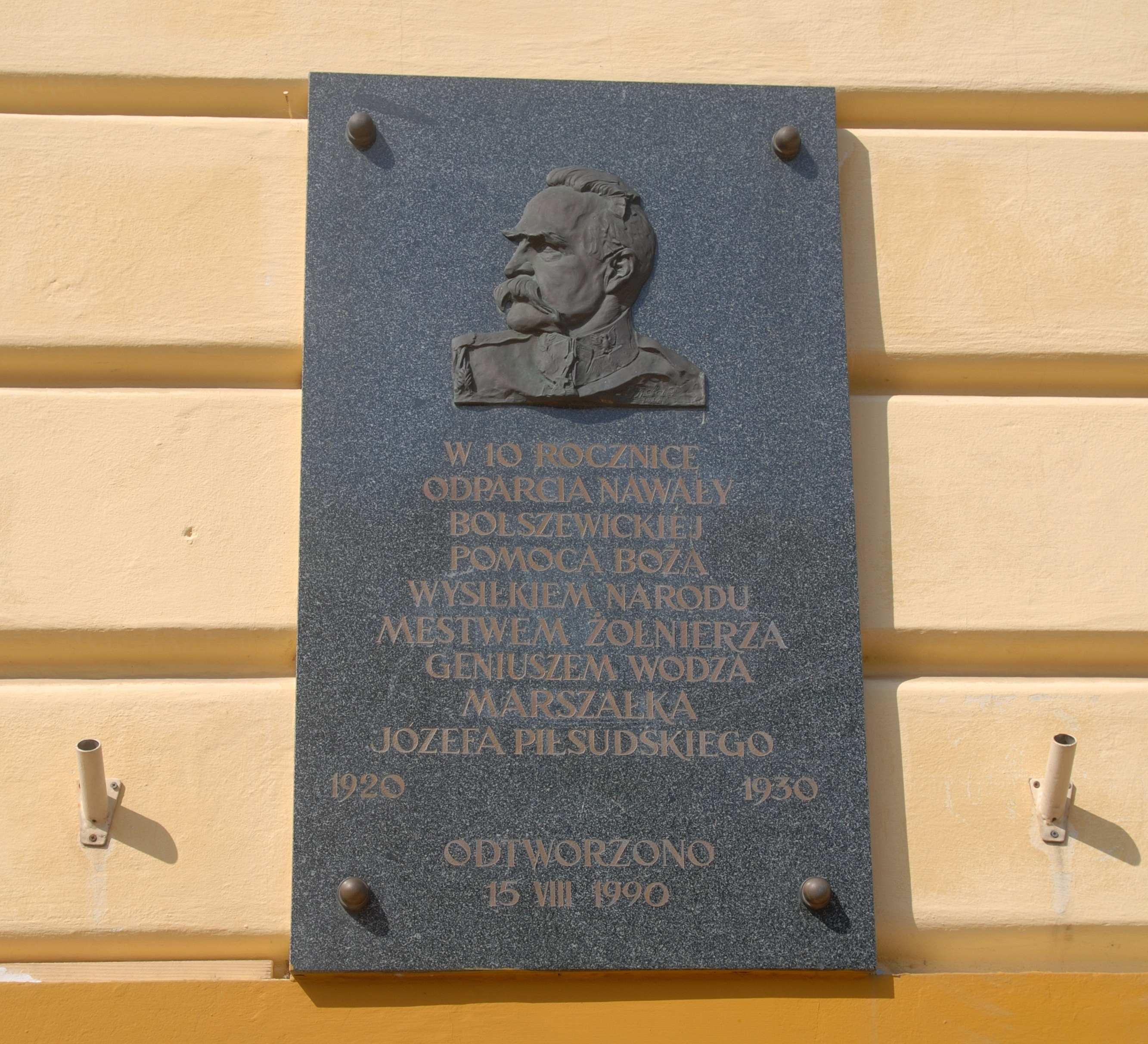
Tablica pamiątkowa
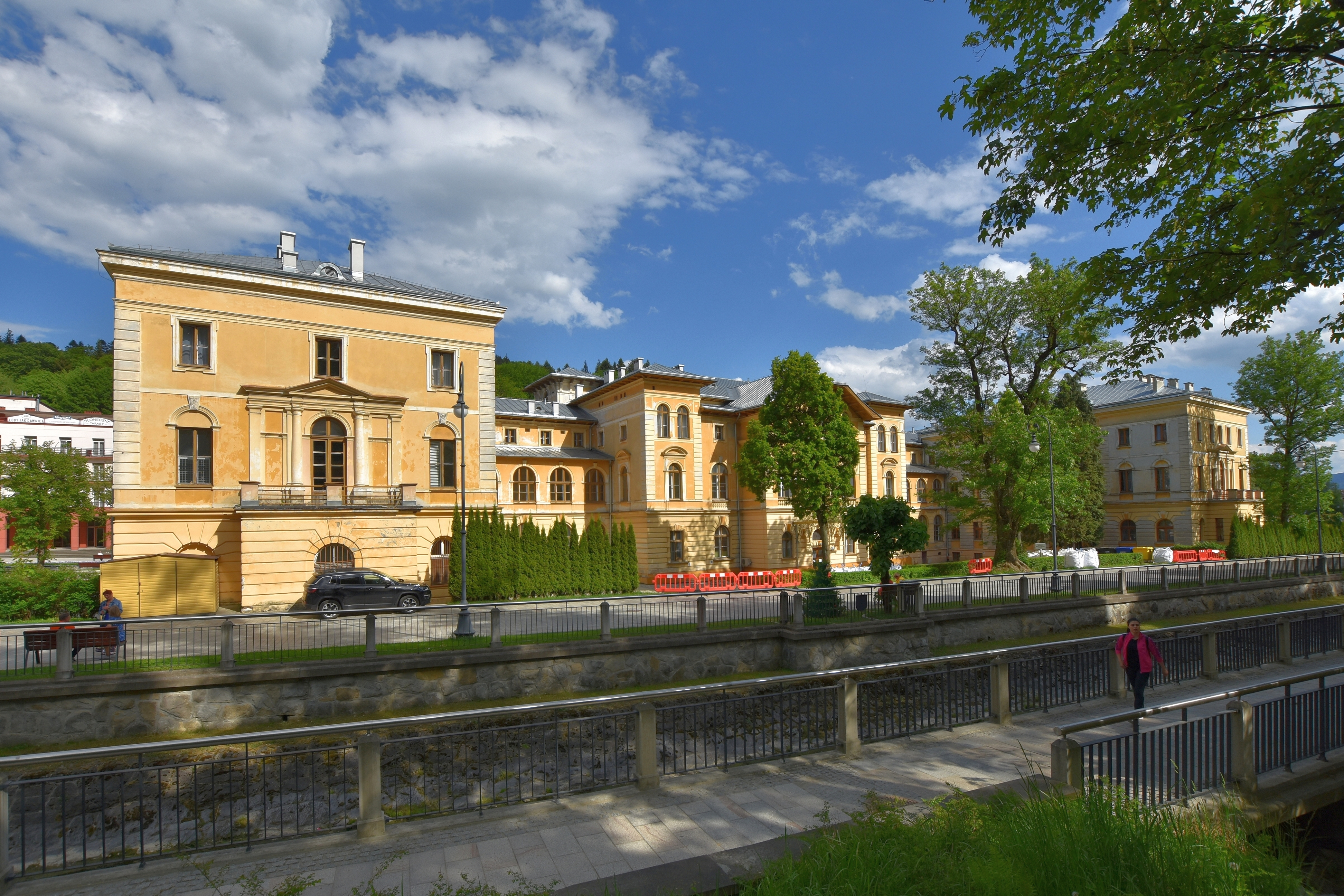
Widok od strony zachodniej

Stary Dom Zdrojowy obok Pijalni Głównej jest najbardziej rozpoznawalnym obiektem w Krynicy. Ponadto widnieje na butelkach i innych opakowaniach wszystkich mineralnych wód krynickich. W budynku znajduje się pijalnia wody i źródło Mieczysław.